# エンドユーザー・コンピューティング
エンドユーザー・コンピューティング（英: end-user computing, EUC）とは、プログラマーや技術者でなくてもアプリケーションを作成できるシステムのことである。EUCは、情報システム部や開発部門の担当者ではない、業務部門のエンドユーザーがシステムの構築や運用管理に携われるようにするための一連のアプローチのことを指す。
エンドユーザー・コンピューティングが扱う複雑度の範囲は、ユーザーがボタンをいくつかクリックするだけというごく簡単なことから、制限付きの環境でスクリプト言語を記述すること、さらにはコードを直接変更して実行できることまで、多岐に渡る。エンドユーザー・コンピューティングの例として、MAPPERやSQLなどの第四世代言語 (4GL)、またはICADなどの第五世代言語の1つを使用して構築されたシステムがある。
また、EUCよりもより積極的にユーザが開発に関わるものとして、エンドユーザー・デベロプメント（英: end-user development, EUD）がある。

## EUC戦略
企業では、EUCを導入することで労働者はより柔軟に働くことができ、生産性と創造性を向上させる機会が増える。ただし、EUCは正しく活用された場合にのみ機能する。だからこそ、きちんとしたEUC戦略を作成する必要がある。経営者は、エンドユーザーが間違ったツールを選択したり、会社のポリシーに従わなかったりすることを防ぐために、ユーザーが利用するあらゆるアプリケーションを管理する必要がある。
エンドユーザー・コンピューティングの種類
エンドユーザー・コンピューティングは、ユーザーが利用する次のような広範な内容をカバーする。
- デスクトップおよびノートブックコンピューター
- デスクトップオペレーティングシステムとアプリケーション
- スマートフォンとウェアラブルデバイス
- モバイル、ウェブ、クラウドアプリケーション
- 仮想デスクトップとアプリケーション[2]